# Verbum nobile
Verbum nobile – opera w jednym akcie skomponowana przez Stanisława Moniuszkę do libretta Jana Chęcińskiego.

## Osoby
- Serwacy Łagoda, szlachcic - bas
- Zuzia, jego córka - sopran
- Marcin Pakuła, szlachcic - baryton
- Michał (Stanisław), jego syn - baryton
- Bartłomiej - baryton
- wieśniacy i wieśniaczki

## Treść
Młody szlachcic Michał Pakuła ulega wypadkowi podczas podróży. Opiekę nad chorym roztacza szlachcianka Zuzia z pobliskiego majątku, chłopak przedstawia się jednak imieniem Stanisław. Młodzi zakochują się w sobie. Ojciec Zuzi - pan Serwacy Łagoda oświadcza, że z tej miłości nic nie będzie, bo gdy Zuzia była jeszcze dzieckiem dał "verbum nobile" (szlacheckie słowo honoru) swemu przyjacielowi - Marcinowi Pakule, ze córka zostanie żoną jego syna. Podczas gdy młodzi rozpaczają - zirytowany Serwacy daje kolejne "verbum nobile", że Zuzia nigdy nie wyjdzie za Stanisława. Po wielu perypetiach okazuje się szczęśliwie, że to właśnie Stanisław jest synem Marcina Pakuły. Nawet drugie słowo szlachcica nie może mieć mocy. Przemyślna Zuzia tłumaczy bowiem, że dotyczyło Stanisława, a nie Michała.

## Historia utworu
Prapremiera utworu odbyła się w dniu 1 stycznia 1861 w Teatrze Wielkim w Warszawie. W rolach głównych wystąpili: Troschler (Serwacy), Bronisława Dowiakowska (Zuzia), Jan Koehler (Marcin), Ziółkowski (Stanisław) i Kozieradzki (Bartłomiej).
Opera jest uważana przez krytyków za dojrzały przykład polskiej opery komicznej.